# Jembrana kanoniella
Jembrana kanoniella är en insektsart som beskrevs av Matsumura 1940. Jembrana kanoniella ingår i släktet Jembrana och familjen spottstritar. Inga underarter finns listade i Catalogue of Life.